# 유용성 (배드민턴 선수)
유용성(柳鏞成, 1974년 10월 25일 ~ )은 대한민국의 남자 배드민턴 선수이다. 1975년 2남 2녀 중 막내로 태어났다. 신장 173cm, 체중 67kg에 왼손잡이이다. 어린 시절 키가 컸던 그는 초등학교 4학년 때 특별활동 배드민턴부 담당 교사의 권유로 처음 배드민턴을 시작하였다. 1992년 고교 3학년 때 1년 후배인 김동문, 하태권과 함께 나란히 국가대표로 발탁되었다. 1997년에는 삼성전기 배드민턴팀에 입단했다.
생애 첫 국제대회 출전은 1991년 헝가리 오픈 배드민턴 선수권대회였으며 당시 남자복식 및 혼합복식에서 모두 3위를 기록했다. 1994년 스웨덴 오픈 배드민턴 선수권대회 혼합복식에 정혜옥과 한 팀으로 출전하여 생애 첫 국제대회 우승을 기록하였다.
그는 2000년 시드니 올림픽 및 2004년 아테네 올림픽 배드민턴 복식에 이동수와 한 팀으로 출전하여 은메달을 획득했다.

## 학력
- 탑동초등학교
- 당진중학교
- 당진상업고등학교 (현재의 당진정보고등학교)

## 주요 성적
| 결과   | 연도 | 대회                   | 종목     | 파트너 |
| ------ | ---- | ---------------------- | -------- | ------ |
| 우승   | 1994 | 아시아 경기 대회       | 혼합복식 | 정소영 |
| 우승   | 1996 | 코펜하겐 마스터스 대회 | 복식     | 이동수 |
| 우승   | 1999 | 전영 오픈              | 복식     | 이동수 |
| 우승   | 2000 | 코리아 오픈            | 복식     | 이동수 |
| 준우승 | 2000 | 전영 오픈              | 복식     | 이동수 |
| 준우승 | 2000 | 시드니 올림픽          | 복식     | 이동수 |
| 준우승 | 2001 | 코리아 오픈            | 복식     | 이동수 |
| 준우승 | 2004 | 아테네 올림픽          | 복식     | 이동수 |